# 諾若里德鄉
46°59′N 21°53′E / 46.983°N 21.883°E
諾若里德鄉（羅馬尼亞語：Comuna Nojorid, Bihor），是羅馬尼亞的鄉份，位於該國西北部，由比霍爾縣負責管轄，面積126平方公里，海拔高度146米，2007年人口4,532，人口密度每平方公里36人。